# Didier Bouvet
Didier Bouvet, född 1961 i Thonon-les-Bains, är en fransk före detta alpin skidåkare som bland annat deltog i Vinter-OS 1984 och Vinter-OS 1988.
Bouvets största framgång var bronsmedaljen i slalom vid Vinter-OS 1984 i Sarajevo. I världscupen vann Bouvet en tävling (i slalom) i januari 1986 i Parpan. Tre gånger kom han på pallen i världscupen. Karriären avslutades i mars 1990.